# جون نيلسون (موسيقي أمريكي)
جون نيلسون (بالإنجليزية: Jon Nelson)‏ هو موسيقي وعازف قيثارة أمريكي، ولد في 15 ديسمبر 1965 في سانتا مونيكا في الولايات المتحدة.

## وصلات خارجية
- جون نيلسون على موقع ميوزك برينز (الإنجليزية)
- جون نيلسون على موقع ديسكوغز (الإنجليزية)